# St. Ulrich (Rettenbach)

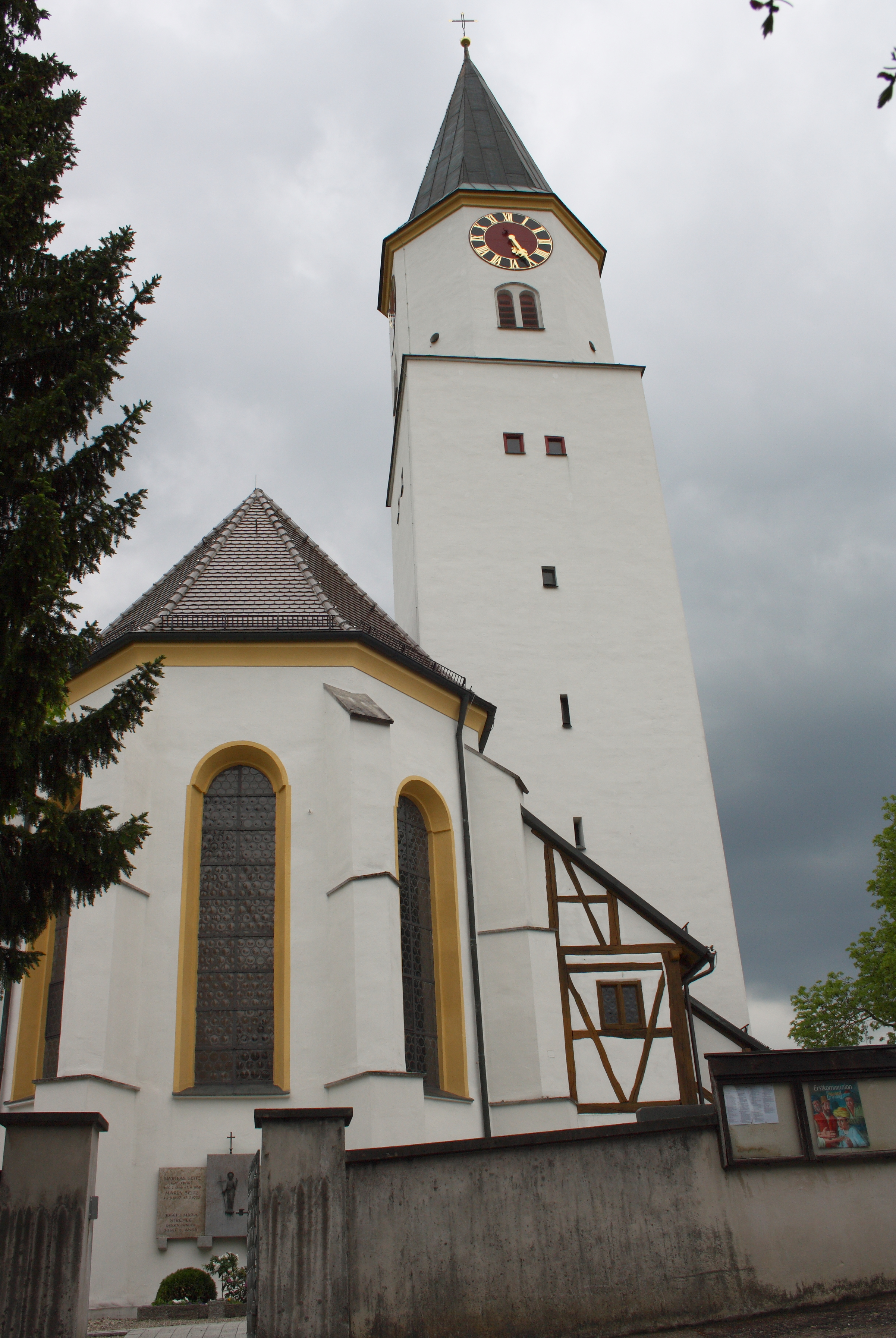
St. Ulrich in Rettenbach

Die römisch-katholische Pfarrkirche St. Ulrich steht in Rettenbach, einer Gemeinde im schwäbischen Landkreis Günzburg in Bayern. Das denkmalgeschützte Bauwerk ist  in der Liste der Baudenkmäler in Rettenbach unter der Nr. D-7-74-174-4 eingetragen. Die Kirche gehört zum Dekanat Günzburg des Bistums Augsburg. Kirchenpatron ist Ulrich von Augsburg.

## Beschreibung
Die im Kern gotische Saalkirche wurde im dritten Viertel des 16. Jahrhunderts umgestaltet. Sie besteht aus einem Langhaus, das 1933 nach Westen verlängert wurde, einem eingezogenen, dreiseitig geschlossenen, von Strebepfeilern gestützten Chor, einer Sakristei an der Südwand und einem Chorflankenturm auf quadratischem Grundriss an der Nordwand des Chors, der mit einem achteckigen Geschoss, das die Turmuhr und den Glockenstuhl beherbergt, aufgestockt und mit einem spitzen Helm bedeckt wurde.
Der Hochaltar wurde 1755 zum 800-jährigen Jubiläum der Schlacht auf dem Lechfeld vom Freiherr Riedheim gestiftet. Das Altarretabel, auf dem Ulrich von Augsburg abgebildet ist, wurde von Johann Anwander geschaffen. Ihm wird auch ein Tafelbild mit dem Guten Hirten zugeschrieben, das sich an der Brüstung der Kanzel befindet.
Die Orgel auf der Empore wurde 1966 als Opus 8 von Rudolf Kubak gebaut.